# Congocepheus orientalis
Congocepheus orientalis är en kvalsterart som beskrevs av Sandór Mahunka 1989. Congocepheus orientalis ingår i släktet Congocepheus och familjen Carabodidae. Inga underarter finns listade i Catalogue of Life.